# Čengde
Čengde, prej znan kot Džehol in Rehe, je mesto na ravni prefekture v provinci Hebej, ki leži približno 225 kilometrov severovzhodno od Pekinga. Najbolj je znan kot lokacija Gorskega letovišča, ogromnega cesarskega vrta in palače, ki so jo nekoč cesarji dinastije Čing uporabljali kot poletno rezidenco. Stalnih prebivalcev je približno 3.5 milijonov.

## Zgodovina
Leta 1703 je cesar Kangši Čengde spremenil v svojo poletno rezidenco. Gorsko letovišče, zgrajeno v 18. stoletju, sta uporabljala tako cesarja Jongdženg kot Čjanlong. Trenutno je lokacija na Unescovem seznamu svetovne dediščine. Ker je sedež vlade sledil cesarju, je bil Čengde v teh časih politično središče kitajskega cesarstva.
Mesto Džehol – zgodnja romanizacija Reheja s francosko transkripcijo severne pripone ér kot eul – je doseglo svoj vrhunec pod cesarjem Čjanlongom 1735–1796 (umrl 1799). Veliki tempelj Putuo Zongčeng, ohlapno zasnovan na Potali v Lasi, je bil dokončan po samo štirih letih dela leta 1771. Bil je bogato okrašen z zlatom, cesarja pa so častili v Zlatem paviljonu. V samem templju je bil pozlačen bronasti kip Tsongkhape, reformatorja sekte Gelugpa.
Pod Republiko Kitajsko je bil Čengde glavno mesto province Rehe. Od leta 1933 do 1945 je bilo mesto pod japonskim nadzorom kot del mandžurske marionetne države, znane kot Mandžukuo. Po predaji Japonske leta 1945 je provinca Rehe pod okriljem Republike Kitajske ponovno prevzela svoje nekdanje upravne delitve. Septembra so bile izvedene priprave na ustanovitev ljudske vlade občine Čengde, ki je bila uradno ustanovljena novembra. Avgusta 1946 je prevzela jurisdikcijo vlada Kuomintanga. Leta 1948 je nadzor nad Čengdejem prevzela Ljudska osvobodilna vojska.
30. julija 1955 je 2. zasedanje prvega nacionalnega ljudskega kongresa sklenilo ukiniti provinco Rehe. Mesto Čengde in osem okrožij, vključno s Čengdejem, Pingčuanom, Činglongom, Šinglongom, Luanpingom, Fengningom, Longhuo in Veičangom, ki so bila prej pod okriljem province Rehe, so bila prenesena v provinco Hebej kot mesta na provincialni ravni.
Novembra 1956 sta bila Jingšoujingzi in Šouvangfen v okrožju Šinglong prenesena pod jurisdikcijo mesta Čengde, ustanovljeno pa je bilo rudarsko okrožje Jingšoujingzi.
Leta 1958 je bilo okrožje Čengde ukinjeno in združeno z mestom Čengde.
15. marca 1960 sta bila prefektura in mesto Čengde združena. Po združitvi je mesto upravljalo urbano območje, okrožje Šjabančeng, okrožje Longhua, okrožje Veičang, okrožje Fengning, okrožje Luanping, okrožje Šinglong, okrožje Činglong in okrožje Pingčuan.
Maja 1961 sta bila prefektura in mesto Čengde ločena. Nastalo mesto Čengde je sestavljalo okrožje Cuičjao, okrožje Hongčjao, gorsko okrožje Šuangta, delovni odbor Hongšiluan in delovni odbor Šuangfengsi.
Februarja 1965 so bili Jingšoujingzi, Šouvangfen in Mačuanzi premeščeni v mesto Čengde, ponovno pa je bilo ustanovljeno rudarsko območje Jingšoujingzi.
Januarja 1984 je bilo mesto preimenovano v mesto na provincialni ravni, ki upravlja okrožja Šuangčjao, okrožje Šuangluan, rudarsko območje Jingšoujingzi in okrožje Čengde. Okrožje Činglong je bilo preneseno v mesto Činhuangdao.
1. julija 1993 sta se prefektura in mesto združila, s čimer je bil uveden mestno-okrožni upravni sistem, ki upravlja osem okrožij in tri okraje.
V mestu živi veliko število etničnih manjšin, zlasti mongolskih in mandžurskih.

### Incident
19. maja 2005 je bilo v lokalno upravljanem državnem rudniku (Nuanerhe Mining Company) po eksploziji plina, ki je opustošila premogovnik, pogrešanih enainpetdeset rudarjev.

## Geografija
Čengde je v severovzhodnem delu Hebeija, z zemljepisno širino 40° 12'–42° 37' severne in zemljepisno dolžino 115° 54'–119° 15' vzhodne, in vsebuje najsevernejšo točko province. Meji na Notranjo Mongolijo, Ljaoning, Peking in Tjandžin. Sosednja provincialna mesta na ravni prefekture so Činhuangdao in Tangšan ob Bohajskem zalivu ter celinski Džangdžjakov. Zaradi meje z Ljaoningom se pogosto šteje za del severne in severovzhodne Kitajske. Od severa proti jugu se prefektura razteza na 269 kilometrov, od zahoda proti vzhodu pa na 280 kilometrov, kar skupaj znaša 39.702,4 kvadratna kilometra, kar predstavlja 21,2 % celotne površine province. Po površini je največja prefektura v provinci, čeprav je gostota prebivalstva nizka, saj je večina njenega terena gorata.
Jehol ali Rehe ('Vroča reka'), prejšnje ime Čengdeja, je bilo tako poimenovano, ker pozimi reka ni zamrznila. Večina odsekov nekdanjega toka reke je zdaj suhih zaradi sodobnih jezov.
Topografijo regije sestavljata predvsem planota Bašang in gorovje Janbej. Planota Bašang, ki je severozahodno od Čengdeja, tvori južni rob planote Notranje Mongolije. Je ostanek gorovja Veliki Khingan, z nadmorskimi višinami od 1000 do 1700 metrov. Topografija planote je značilna po višjih nadmorskih višinah na severovzhodu (najvišja točka je gora Caimu v okrožju Veičang, 1850 metrov nadmorske višine) in jugozahodu (najvišja točka je gora Donghou v okrožju Fengning, 2293 metrov nadmorske višine). Osrednje območje je relativno nizko. Veičang Bašang je položnejše območje, ki ga sestavljajo predvsem položni hribi, gorovja ob jezovih in valovite planote (paozi, plaža in grebeni). Najdemo tudi fiksne in polfiksne peščene sipine. Fengning Bašang sestavljajo ostro razčlenjena gorovja ob jezovih s strmejšimi pobočji. Osrednje območje zaznamujejo široke doline med hribi, fiksne in polfiksne peščene sipine pa najdemo tudi na severu. Gorski teren obsega gorovje Džibej in gorovje Janšan. Gorovje Džibei se razteza na nadmorski višini od 1300 do 1500 metrov, relativna nadmorska višina pa je 500–800 metrov. Pobočja so strma, rečne doline pa imajo obliko črke U. Najvišja točka je Daguangdingzi v okrožju Veičang, na 2067 metrih nadmorske višine. Najnižja točka je mesto Bakešijing v okrožju Luanping, na 212 metrih nadmorske višine. Gorovje Janšan je v južnem delu regije. Najvišja točka, vrh Janšan, se dviga na 2116 metrih nadmorske višine. Rečna dolina tvori dolino v obliki črke V.
Čengde je bogat z naravnimi viri. Štirje glavni rečni sistemi, reka Luanhe, reka Čao-Baihe in reka Ljaohe, letno proizvedejo 3,76 milijarde kubičnih metrov vode in služijo kot ključni vir vode za regijo Peking-Tjandžin-Tangšan. Gozdna zemljišča predstavljajo 43,4 % province Hebej, travniki 40 %, gozdna pokritost pa 48 %. Čengde je največje proizvodno središče užitnih gliv na severu Kitajske in ključno proizvodno središče za tradicionalno kitajsko medicino na severu Kitajske. Trenutno je bilo odkritih 98 mineralov, od katerih se jih 50 izkorišča. Je edino večje nahajališče vanadij-titanovega magnetita na celinski Kitajski, poleg Pandžihua, z dokazanimi rezervami 357 milijonov ton vanadij-titanovega magnetita in 7,559 milijarde ton ultra redkega vanadij-titanovega magnetita. Provinca Hebej je vodilna v proizvodnji zlata in je bogata z molibdenom, srebrom, bakrom, svincem, cinkom, granitom in marmorjem.

### Podnebje
Čengde ima štiriletno, monsunsko vlažno celinsko podnebje (Köppen Dwa), z zelo različnimi pogoji po prefekturi zaradi njene velikosti: zime so zmerno dolge, hladne in vetrovne, a suhe, poletja pa vroča in vlažna. V bližini mesta pa so temperature zaradi višje nadmorske višine veliko nižje kot v Pekingu: mesečna 24-urna povprečna temperatura se giblje od -9,3 °C v januarju do 24,2 °C v juliju, letno povprečje pa je 8,93 °C. Spomladansko segrevanje je hitro, vendar lahko iz mongolske stepe pihajo peščene nevihte; jesensko ohlajanje je podobno hitro. Povprečna količina padavin je približno 504 milimetrov na leto, od tega več kot dve tretjini v treh poletnih mesecih. Z mesečnim odstotkom možnega sončnega obsevanja, ki se giblje od 50 % v juliju do 69 % v oktobru, mesto prejme 2746 sončnih ur letno.

### Upravna delitev
Upravni sistem Čengdeja urejajo različni nivoji, vključno z okrožji in avtonomnimi regijami:
- okrožje Šuangčjao;
- okrožje Šuangluan;
- Rudarsko okrožje Jingšoujingzi;
- okrožje Čengde;
- okrožje Šinglong;
- Okrožje Pingčuan;
- Okrožje Luanping;
- okrožje Longhua; (Lónghuà Xiàn) ;
- Mandžurska avtonomna županija Fengning ;
- Mandžursko avtonomno okrožje Kuančeng ;
- Mandžursko in mongolsko avtonomno okrožje Veičang.

## Znamenitosti
Projekt gradnje gorskega letovišča Čengde se je začel leta 1703 in končal leta 1790. Celotno gorsko letovišče se razteza na 5.640.000 kvadratnih metrih. Je največji kraljevi vrt na Kitajskem. Obzidje gorskega letovišča je dolgo več kot 10.000 metrov. Poleti so cesarji dinastije Čing prihajali v gorsko letovišče, da bi se sprostili in pobegnili pred visokimi temperaturami v Pekingu.
Celotno letovišče lahko razdelimo na tri območja: območje jezer, območje ravnin in območje hribov. Območje jezer, ki vključuje 8 jezer, se razteza na 496.000 kvadratnih metrih. Območje ravnin se razteza na 607.000 kvadratnih metrih. Cesarji so na tem območju prirejali konjske dirke in lovili. Največje območje od treh je območje hribov. Pokriva površino 4.435.000 kvadratnih metrov. Na hribih tega območja je bilo zgrajenih na stotine palač in templjev.
Razkošno gorsko letovišče se ponaša z velikimi parki z jezeri, pagodami in palačami, obdanimi z obzidjem. Zunaj obzidja je osem zunanjih templjev (外八庙), zgrajenih v različnih arhitekturnih slogih, ki izvirajo iz vse Kitajske. Eden najbolj znanih med njimi je tempelj Putuo Zongčeng, zgrajen tako, da spominja na palačo Potala v Lasi v Tibetu. Letovišče in okoliški templji so bili leta 1994 uvrščeni na seznam svetovne dediščine UNESCO. V bližnjem templju Puning, zgrajenem leta 1755, je najvišji leseni kip bodhisatve Avalokiteśvare na svetu.
Druga priljubljena znamenitost območja Čengde je vrh Kladivo (磬锤峰; Vrh Qingchui), velika skalna formacija v obliki obrnjenega kladiva. Znotraj meja mesta ležijo številne druge gore, doline in travniki.
- Cesar Čjanlong (vladal 1735–1796) na ogledu Čengdeja
- Pogled na Čengde z gorskega letovišča
- Tempelj Putuo Zongčeng, dokončan leta 1771 med vladavino cesarja Čjanlonga
- Gorsko letovišče
- Dvojni stolpi v mestu Čengde
- Tempelj Šumi Fušou
- Zemljevid gorskega letovišča Čengde iz obdobja dinastije Čing